# 문정왕후 (조선)
문정왕후 윤씨(文定王后 尹氏, 1501년 12월 12일(음력 10월 22일) ~ 1565년 5월 15일(음력 4월 6일))는 조선 중기의 왕후이자 섭정으로 중종(中宗)의 세 번째 왕비이다. 시호는 성렬인명문정왕후(聖烈仁明文定王后)이다. 1515년(중종 10년) 장경왕후가 승하하여 1517년(중종 12년)에 왕비로 간택, 책봉되었다. 1544년 대비가 되고, 1545년 아들 경원대군이 12세의 어린 나이로 즉위하자 8년 간 수렴청정으로 섭정하였다.
파산부원군 정평공 윤지임(坡山府院君 靖平公 尹之任)과 전성부부인 이씨(全城府夫人 李氏)의 딸로, 본관은 파평(坡平)이다. 아들 명종의 즉위 후 약 8년 간 수렴청정을 맡았다. 수렴청정기간 중 자신의 친정 남동생인 윤원로, 윤원형, 친정 사촌인 윤춘년 등을 기용하였으며, 불교 중흥책을 펼쳐 보우를 중용, 선교양종과 승과를 부활시켰다.
그녀는 동생인 윤원형에게 정권을 쥐게 하고 인종의 외척이자 자신의 친척이기도 한 외척 윤임 일파를 제거하기 위해 을사사화를 일으켜 윤임을 죽이고, 나중에는 윤원로를 귀양 보내기도 했다. 그녀는 불교의 부흥을 꾀하기도 했는데, 1550년에 선교 양종을 부활시키고 폐지되었던 승과, 도첩제 등을 다시 실시하게 하였다. 그리고 승려 보우를 총애하여 그에게 병조판서직을 제수하는 바람에 대신들의 불만을 사기도 했다. 불교를 장려하고 윤원형의 권력 남용을 방치하여 사림파 성리학자들로부터 비판의 대상에 올랐다. 능은 서울특별시 노원구 공릉동에 위치한 태릉(泰陵)이다. 성렬대비(聖烈大妃)로 불린다.

## 생애

### 생애 초반
1501년 윤지임과 전성부대부인 전의 이씨의 딸로 태어났다. 부계로는 세조의 장인 정정공 윤번의 5대 손으로 고대고모가 세조비 정희왕후 윤씨였다. 또한 종고조부 윤사흔의 증손이 장경왕후와 윤임으로 이들은 문정왕후에게는 9촌 삼종고모와 삼종숙이 된다. 성종의 2계비 정현왕후 역시 그녀의 일족으로, 5대조 윤번의 사촌인 윤곤의 증손녀로, 12촌 할머니뻘이었다. 한때 그녀의 친정아버지 윤지임은 윤필상의 11촌 조카뻘이라는 이유로 유배를 다녀오기도 한다.
그에게는 오라비 윤원개, 윤원량, 윤원필, 윤원로, 윤원형 등 5형제가 있었는데 이 중 윤원개와 윤원량, 윤원필은 그녀의 오빠였지만, 출생년대가 전하지 않는 윤원로와 윤원형은 그녀의 오빠라는 설과 남동생이라는 설이 있었지만 파평 윤씨 종친회 족보 확인결과 문정왕후의 동생들로 확인되었다. 그녀는 어려서부터 총명하고 기억력이 남달랐는데 왕조실록에 의하면 '천성이 강한(剛狠)하고 문자(文字)를 알았다.'고 한다.
한편 그녀의 나이 11세에 어머니 전의 이씨의 상을 당했다. 행장에 의하면 '11세에 어머니의 상을 당하여 3년 동안 검소한 생활을 하고 상례를 치르는 것이 성인과 같았으며, 아버지를 섬기는 데도 한결 같이 어머니 생존 시와 같이 하고 동기들에 대한 대접도 마찬가지여서 종족들이 모두 칭찬하였다고 한다.'

### 간택 직전
당시 윤지임의 집안은 그 선대에서는 정승과 판서를 지냈으나, 아버지 대부터 벼슬길이 끊기고 자녀는 많아서 대개 몰락 양반의 가정이 그렇듯이 어렵게 살고 있었다. 때마침 과년한 딸이 있어 혼처를 물색하던 차에 비어 있는 중궁 자리에 딸이 들어가게 되었다.
장경왕후 윤씨가 죽고 곧이어 제기된 폐비 신씨(단경왕후)의 복위 운동이 일단락되면서, 새 중전을 물색하던 중종의 어머니 정현왕후는 그래도 "피는 물보다 진하다"는 생각이 들었던 것인지 족척 중에서 왕비를 간택했던 것이다. 이는 다른 집안 사람보다는 일가 사람이 왕비가 간택되는 편이 나을 것이라는 윤임의 지지와 동의도 한몫 했다. 삼간택 후 1517년 2월 왕비로 최종 낙점되면서 입궐했다.

### 왕비 시절

#### 입궐 초기
1515년(중종 9년) 중종의 계비였던 장경왕후가 죽자, 1517년에 간택되어 17세로 왕비에 책봉된다. 장경왕후와 문정왕후는 9촌 지간으로, 문정왕후의 아버지인 윤지임과 장경왕후는 8촌 지간이다. 장경왕후와 문정왕후는 세조비 정희왕후의 형제들의 자손이다. 그녀는 3살 난 원자 호를 보호할 책임이 있었고, 이것은 훗날 그녀의 정치적 입지가 강화되는 명분이 되었다.
당시 중종은 강제로 이혼 당한 신씨와 사별한 윤씨 외에도 경빈 박씨, 희빈 홍씨 등 새 중전 문정왕후보다 더 예쁜 여인들을 주변에 두고 있었다. 게다가 이미 장경왕후 윤씨가 낳은 적실의 왕자와 경빈 박씨가 낳은 복성군 미, 희빈 홍씨가 낳은 봉성군 등 왕자들이 있어 새 왕비 윤씨는 그다지 반가운 존재가 아니었다. 중신들의 성화에 못 이겨 그 자리에 누군가 앉혔을 뿐이었다. 그러나 전임 중궁의 가까운 친척이며 원자를 보호한다는 명분 덕택에 그는 후궁들을 견제할 수 있었다.

#### 다른 비빈들과의 암투
한편 그는 입궐 초기부터 경빈 박씨와 갈등하였다. 입궐 초기 문정왕후가 왕자를 생산하지 못하자 경빈 박씨는 자신의 아들 복성군을 왕위로 앉히려는 계획을 꾸몄고, 이를 반대하던 문정왕후는 경빈 박씨와 암투를 벌이게 된다.
경빈 박씨는 중종의 사랑을 독차지하기 위하여 갖은 음모를 다 꾸미고 있었다. 그녀는 절세 미인인데다, 복성군이라는 아주 잘생기고 똑똑한 아들을 두고 있었다. 경빈 박씨는 경상북도 상주 출신의 가난한 선비의 딸로 태어났으나 연산군 시절 채홍사의 흥청으로 뽑혀 입궁하게 되었고 추후 박원종의 눈에 띄어 박원종의 양녀로 입양되었다가 중종에게 바친 여인이었다. 경빈은 수려한 미모만큼이나 자존심도 세고 시기심도 강했으며, 또 주변 상황에 대응하고 사람들을 끌어들이는 기지도 갖고 있었다. 입궐 초기 그녀는 독수공방을 오래 하게 되었고 어렵게 수태, 출산한 아이 역시 딸이었다.
문정왕후는 후궁들과는 사사건건 부딪치게 되고 독수공방을 많이 하게 되면서 감정 대립으로 치닫게 된다.
희빈 홍씨 역시 문정왕후의 경쟁 상대였다. 희빈은 경빈 박씨처럼 빼어난 미모와 뛰어난 정치 감각을 가지고 있지는 않았지만, 소박하고 포근한 부덕을 지녀서 상대방에게 늘 호감을 주는 인상의 소유자였다. 게다가 그녀는 당시의 권신 홍경주의 딸로서 궁 내에서 상당한 영향력을 갖고 있었다. 희빈 홍씨는 중종이 부담스러워하던 조광조 일파를 몰아내려 할 때 나뭇가지에 꿀을 바르는 기지를 보여 중종의 총애를 독차지하기도 했다. 그러나 1521년 홍경주가 죽으면서 희빈 홍씨의 세력은 몰락하고 만다. 그러나 경빈 박씨의 세력은 건재했고 문정왕후는 이들과 암투를 벌이게 된다.
한편 별로 빼어난 미모도 아니고 궁중에 이렇다 할 배경도 없이 새 왕비로 들어온 문정왕후는 그나마 딸들만 계속 생산하고 있었다. 그런 탓에 그녀는 궁중에 자신의 세력을 심고 또 아들을 낳을 때까지 장장 17년이라는 긴 세월을 온갖 수모와 굴욕을 당하면서 참고 견뎌 내야 했다. 홍경주는 사망했지만 조정에서는 경빈 박씨와 그의 소생 복성군 그룹에 남곤과 심정 등 권신이, 왕세자를 둘러싼 세력으로는 윤임과 김안로가, 그리고 문정왕후 쪽에는 윤원로와 윤원형 형제가 3대 세력을 형성하며 서로 각축을 다투기 시작하였다. 작서의 변이 터지자 문정왕후는 세자를 보호한다는 구실 하에 경빈 박씨 일파를 공격한다. 세자의 측근이던 권신 윤임, 김안로 등이 경빈 일파를 공격했고, 문정왕후 역시 박씨 일파를 공격한다.

#### 작서의 변 전후
1527년 2월 26일 동궁의 해방(亥方, 24방위의 하나로 북북서 방향)에 불에 탄 쥐 한 마리가 걸려있고 목제 물통에서 떼어낸 나무 조각에 먹으로 쓴 방서(榜書, 방술을 적은 글)가 발견되었다. 이 기회를 이용 문정왕후는 경빈 박씨 일파를 공격할 것을 조종한다.
복성군을 세자로 만들기 위해 왕세자를 저주하는 그을린 쥐를 대전 침실에 몰래 넣은 사건을 경빈 박씨의 사주로 몰고 갔던 작서의 변으로 인하여 결국 경빈 박씨 모자가 축출되는 결과를 빚었고, 남곤과 심정 세력도 몰락, 유배 및 사사되었다.. 추후 작서의 변의 진범이 김안로의 아들인 김희로 밝혀지자 다시 빈으로 복원되었다. 남곤과 심정에게 원한이 있던 김안로 등이 이들을 맹공격할 때 문정왕후는 은연중에 김안로 일파의 경빈 일파 공격을 지원하였다. 그 뒤 싸움은 윤임 일가와 윤원로와 윤원형 형제의 대윤과 소윤 집안의 한바탕 혈투로 좁혀진다.

#### 왕자 출산 이후
1534년 자신이 낳은 유일한 아들이자 중종의 차남 경원대군을 낳기 전까지는 세자 호를 보호해 줬지만, 막상 경원대군을 낳은 문정왕후는 자신의 친아들에게 세자 자리를 앉히고 싶어하는 마음에 점점 세자 호를 경계하여, 자신을 언제 죽일 거냐는 독설을 퍼부었다고 한다. 심지어는 야사에 따르면, 문정왕후가 동궁에 쥐를 이용하여 불을 질러 세자였던 인종을 죽이려 했다느니, 문정왕후가 대접한 다과를 먹고 인종이 죽었다느니 하는 소문까지 있을 정도로 문정왕후와 인종은 사이가 좋지 않았다. 그럼에도 인종은 계모인 문정왕후에게 효심이 지극하였다 한다.. 그렇지만 어디까지나 야사일 뿐이고 역사는 승자의 기록이므로 인종을 홀대했다는 결정적인 증거는 찾기 어렵다.
문정왕후는 원래 자녀를 5명 낳았으나 그 중에 아들은 왕자 환(명종) 하나 뿐이었다. 그것도 34세라는 늦은 나이에 어렵게 얻은 아들이었다. 그녀는 아들을 애지중지하였으나 한편으로는 지나치게 간섭과 매질이 심하였다. 이는 경원대군이 명종으로 즉위한  뒤에도 계속되어 명종을 괴롭혀 유약한 인물로 만들고 만다.
문정왕후가 경원대군을 낳자 그녀의 친형제인 윤원로와 윤원형은 경원대군을 세자로 책봉할 계략을 세웠다. 그러나 세자의 외숙 윤임이 이를 저지해 그들은 뜻을 이루지 못하였다. 그녀가 명종을 낳았을 때 중종의 첫 번째 계비 장경왕후의 아들 인종의 나이는 이미 20세였다. 때문에 인종이 후사를 볼 수도 있었으므로 명종이 왕이 될 확률은 거의 없었다. 하지만 인종에게는 후사가 없었으므로 만약 인종이 그대로 죽게 된다면 경원대군의 왕위 계승이 가능한 상황이었다. 문정왕후는 그런 결과를 노리고 있었고, 마침내 이루어지게 된다.
왕자 환을 출산한 후부터 문정왕후는 왕자 환을 왕위에 앉히려는 야심을 노골적으로 드러냈고, 세자를 보호한다는 미명 하에 윤임, 김안로 세력과 갈등했다. 그 과정에서 1537년 김안로가 문정왕후의 폐출을 기도하려던 사건이 적발되면서 왕에게 하소연하여 김안로를 유배, 사사시킨다.

#### 왕비 폐출 위기
한편 경빈 세력이 몰락한 뒤 정권 장악에 성공한 김안로 일파는 반대파를 몰아내고 허항, 채무택 등과 결탁하여 권세를 부렸으며 뜻에 맞지 않는 사람은 그 지위 고하를 막론하고 몰아내겠다고 위협해 조정을 공포에 떨게 했다. 김안로는 표면상 세자 보호를 명분으로 세웠는데 문정왕후가 경원대군을 왕으로 앉히려는 뜻을 품은 것을 간파하고는 그녀를 폐출시키려 한다. 이들은 문정왕후를 몰아내려고 음모를 꾸미다가 문정왕후의 당숙 윤안임의 밀고로 발각되어 유배된 뒤 사사되었다.
김안로 일파가 죽자 윤임은 홀로 윤원형과 윤원로 형제를 상대해야 했고 윤원형 형제는 사촌 윤춘년과 훈구 세력인 이기, 임백령, 이감 등을 주변에 끌어모은다.
그러나 윤임이 문정왕후를 계속 제거하려 하였다. 그는 처음에는 김안로 등과 결탁하여 문정왕후를 제거하고자 도모하였다.

#### 세자 제거 기도
한번은 동궁에 불이 붙었는데 빈궁이 옆에서 잠자다 깨어 발을 구르면서 얼른 뛰쳐나가자고 세자에게 애원하였다. 그러나 인종은 동궁에 불이난 것이 계모인 문정왕후의 뜻이라고 짐작하고는 빈궁에게만 먼저 나가라고 하였다. 때마침 중종이 자신을 애타게 부르는 소리를 듣고서야 죽는 게 아버지에게 불효하는 것이라는 생각이 들어 불길을 헤치고 나왔다는 것이다. 그러나 이는 문정왕후를 의도적으로 깎아내리는 야사일 뿐이고, 실제로 동궁전 화재 당시 인종은 깊게 잠들어 화재를 피하지 못하였는데 화재 현장을 목격한 인종의 후궁인 숙의 정씨가 직접 불길 속으로 뛰어 들어가 인종을 구했다고 한다. 추후 숙의 정씨는 그 공로를 인정받아 귀인으로 오른다.
동궁전 화재 사건의 배후로 윤임은 문정왕후가 뜬소문을 조작해 사람을 혹하게 하고, 궁위(내전)을 모해하려는 증거가 명백하다고 주장했다. 이어 증거가 드러났으니 문정왕후에게 법에 따라 사약을 내려야 한다고 주장하였다. 그러나 마음 약한 인종은 계모가 그러지 않았다며 문정왕후를 변호했고 그녀는 극적으로 폐출의 위기를 모면하였다.

### 인종 즉위 이후
1544년 중종이 병사하였다. 그러나 보위를 재빨리 인종이 접수함으로써 경원대군 추대 시도는 실패한다. 이윽고 허약한 인종이 등극하였다. 이에 문정왕후는 대비가 되었는데, 야사에 의하면 문안차 대비전에 들어온 인종에게 문정왕후 윤씨는 어린 경원대군을 옆에 앉혀 두고 "우리 모자가 전하의 손에 죽는 날이 멀지 않았소. 그려, 언제쯤 죽이려 하오?"하고 협박하듯이 따져 물었다는 이야기가 전해진다. 그런데 인종은 등극 8개월 만에 의문의 변사를 당하고 만다. 나중에 사람들은 인종의 죽음을 문정왕후의 소행이라 의심하였다. 일설에는 인종이 그녀가 건네준 독이 든 떡을 먹고 죽었다는 설도 있다. 모진 학대로 인종을 괴롭히던 문정왕후는 모처럼 인자한 웃음을 띠며 새 왕 인종에게 아첨이나 하듯 떡을 손수 가지고 들어와 권하였고, 마음 약한 인종은 계모에게 효성을 다하는 뜻에서 독이 든 그 떡을 먹고 그만 급사하고 말았던 것이다. 그러나 인종이 억울하게 죽은 사실은 궐 밖으로 새어나가게 되었다. 인종의 억울한 죽음에 대한 이야기는 궁중의 높은 담을 넘어 저자거리까지 퍼져 나갔다. 그러나 어디까지나 설에 불과하고 실제로 인종 승하의 큰 원인은 체질적으로 병약했던 원인도 있던데다 중종이 승하하고 빈전을 설치하는 과정에서 문정왕후가 교태전 근처에 있는 통명전에 빈전을 설치하여 남편인 중종을 모시고 싶었는데 문제는 통명전은 협소한데다 인종이 머무는 강녕전과는 거리가 있어 인종이 자주 방문하기에는 문제가 있었다. 결국 무리하게 빈소를 지키다 보니 병약한 체력을 이기지 못하고 승하했다고 대부분 역사학자들은 보고 있다.

### 섭정 시절

#### 섭정시대의 전개
문정왕후는 1545년 12살의 어린 나이로 왕위에 오른 아들 명종의 뒤에서 대왕대비로서 수렴청정을 하였다. 역사 드라마에서 묘사되는 것과는 달리, 수렴청정은 어린 왕을 대신하여 정치하는 것이라기 보다는 멘토의 역할이었다. 정치 경험이 없는 어린 왕이 정치에 대해 대신들과 토론한 내용을 같이 보면서, 조언을 하는 역할을 한 셈이다. 그러나 그녀의 수렴청정을 반대하는 이들도 있었다. 유관은 문정왕후의 수렴청정에 반대 하였는데 이를 빌미로 을사사화 때 제거한다.
명종이 즉위하자 대비 겸 섭정이 된 문정왕후는 축출된 윤원형과 윤원로를 불러들인다. 윤원형 형제는 문정대비를 등에 업고 음모를 꾸민다. 예조참의로 재등용된 윤원형은 형인 윤원로의 책동이 실패하자, 이들 대윤 일파와 개인적인 감정이 있던 중추부지사 정순봉(鄭順朋), 병조판서 이기(李芑), 호조판서 임백령(林百齡), 공조판서 허자(許磁) 등을 심복으로 하여, 윤임이 그의 조카인 봉성군(鳳城君, 중종의 서8남 單)에게 왕위를 옮기도록 획책하고 있다고 무고하였다. 한편 궁궐 밖으로는 인종이 승하할 당시 윤임이 경원대군의 추대를 원치 않아서 계림군(桂林君:瑠, 성종의 서3남)을 옹립하려 하였는데, 유관·유인숙 등이 이에 동조하였다는 소문을 퍼뜨렸다. 이 소문은 근거가 없었으나 그가 윤원형 형제의 손을 적극 들어줌으로써 사태는 확장되었다. 이로써 윤임 일파를 제거하여 윤원형, 윤원로 형제가 조정을 장악하게 된다.
1547년 9월 부제학 정언각과 선전관 이로가 경기도 과천의 양재역에서 '위로는 여왕, 아래로는 간신 이기가 권력을 휘두르니 나라가 곧 망할 것'이라는 익명의 벽서를 발견하여 임금에게 보고했다. 윤원형 일파는 이 사건이 윤임파에 대한 처벌이 미흡해서 생긴 것이라고 주장하며 그 잔당 세력을 척결할 것을 간언하였다. 이 말을 들은 문정왕후는 분개하여 명종으로 하여금 윤임의 잔당 세력과 정적들을 제거하도록 한다. 그 결과 한때 윤원형을 탄핵하여 삭직케 했던 송인수와, 윤임과 혼인 관계에 있던 이약수를 사사하고, 이언적, 정자, 노수신, 정황, 유희춘, 백인걸, 김만상, 권응정, 권응창, 이천계 등 20여 명은 유배되었다. 그 중에는 특히 사림파계 인물들이 많았다. 또한 중종의 서자이자 희빈 홍씨의 아들인 봉성군 완도 역모의 빌미가 된다는 이유로 이때 함께 제거되었다.

#### 권력 장악
그러나 정미사화 이후 윤원형과 윤원로가 싸우게 되자 친정 동생들임에도 불구하고 문정왕후는 그 중 윤원형의 손을 들어주게 된다. 윤원형의 사촌인 윤춘년은 윤원형의 사주를 받고 다음과 같이 형 윤원로를 탄핵하는 상소를 올렸다. 상소가 올려지자 문정왕후는 한참을 고민하다가 윤원형의 손을 들어준다.
| “ | 신이 삼가 살피옵건대 위장 윤원로는 성품이 간사하고 기질이 방자하니, 이런 태도로 미루어 보건대 한 가지 착함도 기록할 것이 없고, 만 가지 악한 것만 갖추어서 부귀를 생각하는 마음만 품었고. 군신의 의리는 마음에 두지 않았습니다. ... 스승의 가산을 파산시키고 종친의 땅을 빼앗고 사람을 함부로 죽여 백성의 원성을 샀으며, 국모와 종사를 위태롭게 하였으니. | ” |

결국 윤원형, 윤춘년, 윤원로 등의 싸움에 끼어 든 누이 문정왕후는 결국 오빠를 죽이고 남동생의 손을 들어 줌으로써 싸움판을 종결시켰다. 이 일로 윤원로의 아들 윤백원은 숙부 윤원형과 당숙 윤춘년에게 원한을 품고 명종비 인순왕후의 외삼촌이자 효령대군 가문의 후손으로 새로운 권신이 된 이량 일파에게 붙었다. 그러나 문정왕후는 윤백원에게만큼은 동정, 호의를 베풀었다.

#### 친 불교정책
그녀는 불교의 중흥을 계획하였다. 그런데 문정왕후의 뜻을 받들어 불교의 양종을 다시 세워야 한다는 말을 맨 먼저 내놓았던 영의정 이기도, 사림의 반대로 사태가 불리해지자 양종을 다시 세워서는 안된다는 상소를 올렸다. 즉 양종과 선과를 설치하고 보우를 끌어들이는 데 중신들이 강한 거부 반응을 일으키고, 또 문정왕후능 명종 자신도 이에 대한 확고한 신념을 갖고 있지 않았던 것이 문제였다. 그러나 1551년 그녀는 불교 중흥책을 추진하고 윤원형, 이기 등이 다시 이를 적극 동의함으로써 불교 중흥책이 추진된다.
이때 문정왕후가 내세운 명분은 사찰이 도둑의 소굴이 되니까 양성화하자는 것이었다.
| “ | 중들은 날로 번창하고 군액은 날로 감축되고 있으며 사찰은 도둑의 소굴화가 되고 있는데, 하루 아침에 중들을 핍박하여 모두 환속하라 할 수도 없을 것이니, 만약 이들을 통솔하는 자가 있으면 사찰로 은신하는 자들이 날로 늘어나지 않게 할 수 있을 것이다. ... 불교의 힘을 빌어 국가를 다스리고자 하는 것이 아니라, 중들이 너무 많이 늘어났기 때문에 아무리 생각해도 그 폐단을 구제할 대책을 세우지 않을 수 없다. 나의 뜻이 이미 결정되어 끝내 고칠 수가 없으므로 오늘 굳이 내 뜻을 조정에 말하는 것이다. | ” |

그러자 반대하는 편에서도 상소를 올려 맞불을 놓았다.
| “ | 재변이 끊이지 않고 흉년이 계속하여 백성들이 부역에 시달리다 못하여 모두 중이 되고 있는 터에, 하필이면 이교를 세워 통솔자를 두어 중이 되는 꼴을 막자는 것입니까? 오히려 양종의 설치로 중들의 세력이 확대되면 절로 들어가 이를 기피하고자 하는 자들이 많아질 것이며, 그 피해가 날로 더 커질 것입니다. | ” |

그들은 이 밖에도 불교의 폐단, 그 원리의 이단성, 토목 공사의 부당함, 그리고 보우의 비도덕적 행실을 들어 반대하고 나섰다. 그러나 왕후는 계속해서 불교 중흥은 어쩔수 없는 일이니 반대하지 말라며 호통쳤다. 을사사화와 정미사화의 피비린내 나는 살육을 목격한 대신들은 결국 그들이 어떻게 처신해야 살아남을 수 있을 것인지를 너무나 잘 알고 있었다. 문정왕후는 만일의 사태를 대비해 윤원형, 이기 등을 움직여 승과 부활과 선교 양종 부활을 위해 불교 종단에 대한 조사를 계속했다. 윤춘년이 윤원형의 뜻을 받들어서 문정왕후의 숭불 정책을 추진하고 있음을 눈치챈 대신들은 이 때에도 모두 그의 뜻을 받아들이며 어물어물 넘어가 버리고 만다.
독실한 불교 신자인 그녀는 승과를 부활시키고, 승려 보우를 가까이 하는 등 불교에 대해 우호적인 정책을 실시했다. 1550년 봉은사에 선종을 두고 봉선사(奉先寺)에 교종을 두게 하여 선·교 양종을 부활시켰다. 한편 윤원형(尹元衡)·상진(尙震)과 더불어 300여 사찰을 국가공인 정찰(淨刹)로 하고, 도첩제(度牒制)에 따라 2년 동안 4,000여 명의 승려를 뽑는 한편, 승과시(僧科試)를 부활시켜 휴정(休靜)·유정(惟政) 등을 발탁했다.
그리고 승려 보우를 총애하여 그에게 병조판서직을 제수하는 바람에 대신들의 불만을 사기도 했다. 또한 오라비의 첩이지만 같은 불교 신자이기도 했던 정난정을 아꼈다. 하지만 이는 성리학자들의 강한 반발을 초래하게 되었고 사후 그녀에 대한 악평의 원인 중의 하나가 된다. 문정왕후가 죽고 난 뒤 불교는 보우가 요승으로 몰려 귀양갔다가 살해당하는 등 다시 탄압받게 된다.
그녀의 불교 중흥책에 유교 사상가들의 반발은 극심했다. 그러나 그녀가 이를 강하게 밀어붙이자 명종도 이를 통제하지 못한다. 후일 그녀가 죽은 날 사신들의 논의를 보면 "불사를 숭봉함이 한도가 없어서 내외의 창고가 남김없이 다 고갈되고, 뇌물을 공공연히 주고 받고 백성의 전지를 마구 빼앗았으며, 내수사의 노비가 제도에서 방자하게 굴고 주인을 배반한 노비들이 못에 고기가 모이듯, 숲에 짐승이 우글거리듯 절로 모여들었다.(명종 20년 4월 6일자)고 했다.
그녀는 중종의 능침 주변에 흙을 성토하였는데, 이는 중종의 첫 능침자리의 땅이 낮아 문정왕후가 자신이 죽은 뒤 중종과 함께 묻히고자 했다. 그러나 정릉의 지대가 낮은데다가 해마다 비가 오면 흙이 쓸려가고 재실까지 물이 차게 되어 결국 보토(補土)에 많은 비용이 들고 효과가 없어 그 뜻을 이루지 못하였다. 그 뒤 보우의 건의를 받아들여 1562년 그가 주지(住持)로 있는 봉은사(奉恩寺) 근처로 중종의 능을 이장(移葬)시켰다.
또한 무속 신앙에도 깊은 관심을 보였다. 승과는 1565년에 폐지되는데, 보우는 윤원형과 정난정이 스스로 목숨을 끊은 다음해인 명종 21년 4월 제주도에 유배되어 제주 목사 변협에 의하여 주살되었고, 그가 주창했던 선교 양종 선과는 양사에서 논의 끝에 혁파되었다.

#### 인사 문제 개입
그녀는 정난정의 소개로 보우를 만나면서 그를 총애한다. 정난정은 봉은사의 승려 보우를 문정왕후에게 소개시켜 병조판서직에 오르게 하였는데, 이 때문에 일시적으로 불교가 융성하기도 했다. 문정왕후는 봉은사의 승려 보우를 병조판서에 앉히는 등 해괴한 인사를 행하기도 했고, 선종과 교종을 모두 부활시키고 승과를 부활하는 한편 보우를 도선사 주지로 삼고 도대선사로 올려놓기도 했다. 왕의 고유 권한인 인사 문제에까지 적극 개입하게 되자 명종의 불만은 극에 달하게 된다.
명종은 그녀의 지나친 집권욕을 견제할 궁리를 한다. 명종은 그녀의 정권욕에 불만을 품고 한때 을사사화 때 죽은 선비들을 신원하고 신진 사림 세력들을 등용시켜 외척들을 견제하려 했으나 번번히 그녀의 방해로 실패하고 말았다. 결국 명종은 실의에 빠지게 되고 의욕을 잃게 된다.
그녀는 여왕으로 부를 만큼 왕권을 마음대로 쥐고 흔들었다. 자신의 권력을 이용하여 친정 동생 윤원형의 폭압적인 권력 독점과 남용을 후원하고 있었고, 유교 사회를 표방하고 있는 조선에서 승복을 입은 승려를 병조판서에 올릴 정도로 정사를 개인적인 감정으로 처리하고 있었다. 그녀의 월권 행위가 계속되자 명종을 포함해 대부분의 신하들과 백성들은 그녀가 빨리 죽기만을 학수고대하고 있는 상태까지 가게 된다.
더구나 명종이 성인이 된 뒤에도 섭정을 계속했다. 명종은 12세의 어린 나이에 즉위 했으므로 그가 장성할 때까지 6년 간 수렴청정하기로 했다. 그러나 1551년 명종이 만 18세로 법적 성인이 된 뒤에도 수렴청정을 계속했고, 1563년까지 섭정을 계속 하게 된다.

### 생애 후반

#### 섭정에서 물러남
그러나 불교 중흥책에 대한 반발은 수그러들지 않았다. 김종직은 수많은 문도들을 키워냈기에 기묘사화로 조광조 일파가 희생되고 을사사화로 또다른 직계인 이언적계열이 숙청되었어도 사림 인사들은 계속 끈질기게 살아남았다. 왕후는 이들의 비난과 반발을 계속 접하였다. 결국 이렇게 변명한다.
| “ | 불교는 곧 이단이니 마땅히 거절해야 한다. 다만 조종조 이래 아주 끊어 버리지 않았으니 내가 어찌 유독 폐하랴. 내가 이 일 때문에 주상에게 부끄러움이 있으니, 이 또한 내가 나라를 위하는 성의의 일단이라. | ” |

그러나 그녀의 불교 중흥책에 대한 반발은 계속되었다.
1553년(명종 8) 18세가 된 명종에게 친정(親政)을 하도록 하였으나 이것은 형식적인 절차였을 뿐이고, 실제로는 윤원형 등과 협력하여 정사에 계속 관여하였다. 1563년까지 섭정으로 조정의 정사에 관여하였고, 섭정에서 물러난 뒤에도 조정에 영향력을 행사하였다.

#### 최후
1563년 손자인 순회세자가 죽자 명종은 더욱 실의에 빠져 정사를 돌보지 않았고 그녀는 다시 정사를 주관하게 된다.
1565년 음력 4월 갑자기 병세가 심해져 병석에 눕게 되었다. 5월 5일(음력 4월 6일) 병석에서 유언을 남겼고, 그날 오후에 세상을 떠났다. 향년 65세였다. 바로 국상이 선포되었다. 그러나 사람들은 문정왕후의 사망 소식을 듣고 "불여우 같은 년, 독한 년, 더러운 년"하면서 환호하여, 문제가 되기도 했다.

### 사후
문정의 시호가 내려지고 위패를 봉안한 전각은 전호(殿號)는 문덕(文德)이라 하였다. 1565년(명종 21년) 윤원형은 실각 당했으나 그녀의 친정 동기라 하여 목숨 만은 보전하였다. 그러나 그녀가 죽자 언관들은 윤원형 일파에 대한 탄핵을 계속하였고 윤원형과 정난정은 강음현에서 자결하게 된다. 죽은 뒤 남편 중종의 능침 옆에 안장 되려고 하였으나 결국 경기도 양주군 노해면 공릉리(현 서울 노원구 공릉동)의 태릉(泰陵)에 안장되었다.

## 가족 관계
| 조선의 왕비 | 문정왕후 윤씨 文定王后 尹氏 | 출생                                  | 사망                                                           |
| 조선의 왕비 | 문정왕후 윤씨 文定王后 尹氏 | 1501년 12월 2일 (음력 10월 22일) 조선 | 1565년 5월 5일 (음력 4월 6일) (63세) 조선 한성부 창덕궁 소덕당 |

|    |                                     | 본관 | 생몰년          | 부모                              | 비고 |
| -- | ----------------------------------- | ---- | --------------- | --------------------------------- | ---- |
| 부 | 파산부원군 윤지임 坡山府院君 尹之任 | 파평 | 1475년 - 1534년 | 윤욱 尹頊 연일 정씨 延日 鄭氏     |      |
| 모 | 전성부부인 이씨 全城府夫人 李氏     | 전의 | 1475년 - 1511년 | 이덕숭 李德崇 남양 홍씨 南陽 洪氏 |      |

| 조선 제11대 국왕 | 중종 中宗 | 출생                                       | 사망                                                               |
| 조선 제11대 국왕 | 중종 中宗 | 1488년 4월 16일 (음력 3월 5일) 조선 한성부 | 1544년 11월 29일 (음력 11월 15일) (56세) 조선 한성부 창경궁 환경전 |

| 작호 | 작호                                | 이름                | 생몰년          | 배우자                      | 비고        |
| ---- | ----------------------------------- | ------------------- | --------------- | --------------------------- | ----------- |
| 장녀 | 의혜공주 懿惠公主                   | 옥혜 玉惠           | 1521년 - 1564년 | 청원위 한경록 淸原尉 韓景祿 |             |
| 차녀 | 효순공주 孝順公主                   | 옥련 玉蓮 옥린 玉麟 | 1522년 - 1538년 | 능원위 구사안 綾原尉 具思顔 |             |
| -    | 성별 미상                           |                     | 1528년          |                             |             |
| 삼녀 | 경현공주 敬顯公主                   | 옥현 玉賢           | 1530년 - 1584년 | 영천위 신의 靈川尉 申檥     |             |
| 장남 | 명종대왕 明宗大王 경원대군 慶原大君 | 환 峘               | 1534년 - 1567년 | 인순왕후 심씨 仁順王后 沈氏 | 제13대 국왕 |
| 사녀 | 인순공주 仁順公主                   |                     | 1542년 - 1545년 |                             |             |

| 의혜공주                      | 효순공주  | 경현공주      | 명종대왕          | 인순공주 |
| ----------------------------- | --------- | ------------- | ----------------- | -------- |
| 한의 韓漪 한완 韓浣 한순 韓淳 | 구홍 具弘 | 신사정 申士楨 | 순회세자 順懷世子 |          |

## 문정왕후가 등장하는 작품
| - 《교동 마님》 (MBC, 1981년, 배우: 김용림) - 《풍란》 (MBC, 1985년, 배우:김혜자) - 《임꺽정》 (SBS, 1995년, 배우:김청) - 《조광조》 (KBS, 1996년, 배우:김민정) - 《여인천하》 (SBS, 2001년~2002년, 배우:전인화) - 《대장금》 (MBC, 2003년~2004년, 배우:박정숙) - 《전설의 고향 : 귀서》 (KBS, 2008년, 배우:이덕희) - 《천명》 (KBS, 2013년, 배우:박지영) - 《옥중화》 (MBC, 2016년, 배우:김미숙) - 《마녀보감》 (JTBC, 2016년, 배우:김영애) - 《조선생존기》 (TV조선, 2019년, 배우:이경진) | - 《문정왕후 (영화)》(1967) - 최정임 |

### 서적
- 《여인천하》 박종화, 1965
- 《왕비의 남자들》 윤태현, 화산문화, 2007, ISBN 978-89-86277-85-2

## 논란과 의혹
윤임, 윤원로 살해의 배후라는 의혹이 있다. 문정왕후는 장경왕후의 오빠로 족숙인 윤임을 모함하여 죽이고, 다시 사촌 윤춘년을 시켜서 자신의 친형 윤원로를 죽인 윤원형의 누이이기도 했다. 또한 윤원형은 애첩 정난정을 끌여들여 정경부인 자리에 올리고 조강지처 김씨를 독살한 인물이기도 하다. 이와 같은 골육상쟁의 배후에 문정왕후가 있었다는 것이다.

## 평가

### 긍정적 평가
궁중에 들어와 온갖 못된 음모를 꾸미고 피의 숙청을 서슴없이 자행항 조선조 최악의 여인이었다는 평가를 받고 있다. 그녀는 무속 신앙에도 깊은 관심을 보였고, 보우라는 승려를 가까이 하여 불교를 크게 일으켰으나, 내세에 대한 두려움 따위는 전혀 없는 냉혈 인간이었다. 모질고 독살스럽다는 비판도 있다.
그녀 자신도 정치에 끼어든 여성이라는 부정적인 평가를 받아서, 숙종 당시 숙종의 어머니인 명성왕후 김씨가 무고죄로 처벌받게 된 오빠들을 변호하자 남인들이 문정왕후를 다시보겠다면서 비아냥거리기도 했다. 흔히 의붓아들인 인종을 독살한 의혹의 배후인 표독스러운 악후(惡后)라는 평가와 조선 왕조 역사상 가장 영민한 왕비로 숭유억불 사회에서 불교를 유교 전통에 어긋나는 이단이지만 조선왕실의 조상때부터 믿어온 전통종교이므로 존중해야 한다는 논리로 보호하였으며, 정치적 파란과 대신들과의 갈등에도 중궁의 자리를 굳세게 지킨 여걸이란 평가의 갈림길에 놓여 있다.
'때로는 어진 어머니요 착한 아내처럼 행동하면서 실제로는 악한 짓을 저질렀고, 나라를 위한 성의의 일단으로 불자가 되었다면서 결국은 불자의 이름을 더럽혔던 두 얼굴을 가진 여인임에 분명하다.'는 혹평도 있다.
그녀의 지나친 집권욕은 결국 명종 대의 혼란을 가중시키는 원인으로 작용하기도 했다. 아무런 명분도 없이 단지 개인적인 감정을 앞세우고 자신들의 권세를 유지하기 위하여 형제를 사주하여 또 다른 형제를 죽였다는 비판도 있다.
그렇지만 문정왕후의 역사적 기록이 안 좋은 이유는 조선시대 같은 경우는 남성우월주의 사회였던 시절이라 여성이 정치에 나서는 것 자체를 용납할 수 없던 시절이었다, 문정왕후의 정치적인 간섭부터 사대부들은 그녀를 곱게 보지 않았다. 그리고 조선은 유교를 국교로 숭상하던 국가였는데 이를 무시하고 불교를 부흥시킨 인물로 승려 보우와 함께 우리나라 불교를 중흥시킨 인물이기도 하다. 유교적 시각으로 보면 문정왕후와 승려 보우는 지탄과 문제의 대상이었지만 불교계의 입장에서는 그들은 불교가 위축되던 조선시절 불교를 부활하고 중흥한 위대한 인물이기도 하다. 실제로 불교계에서 승려 보우는 현재까지도 위인으로 추앙받고 있다.
문정왕후의 불교 부활에는 여러 의미가 있었다. 그녀는 모든 인간은 평등하다라는 불교의 이념을 받아들여 적서를 차별하지 않아 종친들에게도 관대했으며 중중이 죽고 삼년상이 지난 후 후궁들이 출궁할때도 모두 만류하여 궁궐에 살게 배려해주었다. 역모에 연루되어 스스로 나간 희빈 홍씨와 작서의 변 사건에 연루된 경빈 박씨를 제외한 모든 중종의 후궁들을 중종 사후에도 모두 궐에 남아 살게 되었는데 중종의 후궁 중에서 장수한 후궁으로는 중종의 선원계보에 없는 귀인 한씨이다. 그녀는 선조대왕때까지 궁궐에서 살다 죽는다.
인간은 평등하다는 불교이념을 받아들였던 문정왕후는 첩실인 정난정을 천한 신분이라고 무시하지 않고 아꼈으며, 그녀의 동생 윤원형도 문정왕후의 영향을 받아 신분을 차별하지 않아 정난정은 자신을 차별하지 않은 이들을 위해 충복이 되었다고 한다.
더 나아가 문정왕후는 윤원형에게 명하여 서얼허통법을 시행하기에 이른다. 서얼허통법이란 서출도 과거에 응시할 수 있게 하는 제도인데 당시 사대부 입장에서는 받아들이기 힘든 제도였다. 결국 문정왕후의 지원을 등에 업은 윤원형은 명종 8년 10월 좌찬성 윤원형이 영의정 심연원, 좌의정 상진, 우의정 윤개 등과 함께 서얼허통을 요구하는 상소를 올리게 되는데 그 내용은 다음과 같다.
“인재의 우열은 타고난 기질의 순수함과 그렇지 않음에 좌우되는 것이지 출생의 귀천과는 관계가 없습니다. 만일 재질이 뛰어난 사람이 첩의 몸에서 났는데, 서얼이라고 해서 등용하지 않는다면 어찌 왕자(王者)가 인재를 취함에 귀천을 가리지 않는 도라고 하겠습니까.”
서얼(서출)들도 과거를 볼 수 있게 하자는 과감한 주장이었는데, 이에 대해 이조 판서 안현(安玹) 등은 반대를 했다. 그러나 윤원형은 다른 벼슬아치들과 합세하여 결국 서얼허통법을 통과시켰다. 서얼허통법은 인간은 평등하다는 불교의 이념을 그대로 담고 있었고 독실한 불교 신자였던 문정왕후의 지지를 받아 통과시킬 수 있었던 것이다. 서얼허통법이 통과되자 전국 각지에서 억울한 일을 당한 노비들이 윤원형의 저택으로 몰려들었으며, 이를 명종실록에서는 "(주인에게) 죄를 지은 노복(奴僕)들이 서로 이끌고 모여들어 그 수가 대단히 많다" 라고 기록되어 있다.
그리고 불교를 부활하기로 한 문정왕후는 승려 보우를 등용하여 지금까지 배불정책에 의해 사라진 선교 양종을 복원하였다. 그리고 철폐된 승과를 부활시켰는데 이때가 명종5년 (1550) 12월이었다. 이어 명종6년(1551)에는 봉은사를 선종의 본사로 삼고 보우를 판선종사도대선사 겸 봉은사 주지로 임명하였다. 그리고 봉선사를 교종의 본사로 삼고 수진을 판교종사도대사 겸 봉선사 주지로 임명한다. 이런 일련의 정책에 이어 부활된 승과가 실시되었다. 그리고 명종6년 (1551) 11월 도승을 위한 송경시험을 치르고 명종7년 양종의 승선고시인 승과가 실시 되었는데, 부활된 승과에서 선종 합격자 21명, 교종 합격자 12명이 배출되었다.
이와 같은 불교 중흥책의 결과 교단이 활기를 띠게 되고 유능한 인물이 모여들게 되는데, 선불교 중흥의 큰 인물인 서산대사 휴정도 이때의 승과를 통해 배출되었고, 뒤에 선교양종판사를 역임하였고 사명당 유정도 그 후의 승과에 등용되었다. 이 당시 부활된 승과를 통해 배출된 인물들은 뒤에 일어나는 임진왜란의 극복에 많은 공을 세우게 된다.
이렇게 문정왕후의 업적들이 가려진 이유는 그녀가 유발한 정책들이 객관적으로 봤을때는 훌륭한 정책임에도 불구하고 사대부(양반)들 입장에서는 반발을 유발하는 정책들이었기 때문에 그녀의 악평은 사대부들의 관점에서 적혀진 악평이라고 볼 수 있을 것이다. 실제로 문정왕후의 업적들이 조선왕조실록에 모두 기록되어 있다.

### 부정적 평가
문정왕후의 천성을 두고 '강한(剛狠)'이라 표현했는데, '한(狠)'은 사납거나 성질이 거세고, 원한을 품거나 마음이 비뚤어짐을 의미하는 한자어이므로, 실록에서 당대의 왕비를 두고 노골적으로 신랄하게 성격을 기록한 것은 이례적인 일이다.
당대의 사관들은 문정왕후의 수렴청정과 정적 숙청, 외척 윤원형의 전횡과 불교 부흥에 대해 격렬하게 비난하고 비판하였으며, 후대에도 문정왕후는 많은 유학자들의 지탄의 대상이 되었는데, 숙종의 어머니인 명성왕후가 지나치게 국정에 간섭하려 하고 홍수의 변 사건을 일으켜 인평대군의 아들들을 무고한 사건을 두고 남인의 조사기(趙嗣基)는 '문정왕후를 다시 보는구나' 하며 비판하고 왕대비의 국정 간섭을 비판하는 소를 올리며 문정왕후에 비유하기도 하였다.
 
윤씨(문정왕후)는 천성이 강한(剛狠)하고 문자(文字)를 알았다.
인종(仁宗)이 동궁(東宮)으로 있을 적에 윤씨가 그를 꺼리자,
그 아우 윤원로(尹元老) · 윤원형(尹元衡)의 무리가 장경왕후의 오빠 윤임(尹任)과 틈이 벌어져,
윤씨와 세자의 양쪽 사이를 얽어 모함하여 드디어 대윤(大尹)·소윤(小尹)의 설이 있게 되었다.— 《명종실록》 31권

 
이때 사람들이 모두 인종의 외롭고 위태한 처지를 근심하였는데
중종이 승하하자 인종은 효도를 극진히 하여 윤씨를 섬겼다.
그러나 인종이 대비에게 문안할 때, 대비는 인종에게 빈번히 원망하는 말을 하고
심지어 ‘원컨대 관가(官家, 인종)는 우리 가문을 살려달라.’고 말하기까지 하였다.
인종이 이 말을 듣고 답답해 하고 또 상중에 과도히 슬퍼한 나머지
근심하고 괴로워하다 승하하게 되었다.
주상(명종)이 즉위하게 되어서는,
당시 제공(諸公)들이 그의 강한(剛狠)함이 반드시 나라를 해칠 것을 근심하여
임조(臨朝)하지 못하게 하려 하였으니,
대개 그 시세가 부득이함을 헤아리지 못하고 곧 화를 부를 뿐이었다.
얼마 못 가서 문득 큰 옥사를 일으켜 전에 인종을 부호한 사람을 모두 역적으로 지목하였다.
(중략)
그의 아우 윤원형(尹元衡)과 중외에서 권력을 전천(專擅)하매
20년 사이에 조정의 정사가 탁란(濁亂)하고 염치가 땅을 쓸어낸 듯 없어지며
생민(生民)이 곤궁하고 국맥(國脈)이 끊어졌으니,
종사가 망하지 않은 것이 다행일 뿐이다.— 《명종실록》 31권,
명종 20년(1565년) 4월 6일 (임신)

 
이때 안으로는 문정왕후(文定王后)가 국모로서 국사를 결단하는 권병을 쥐고 있었으며,
밖으로는 윤원형(尹元衡)이 원구(元舅)로서 위사(衛社)의 공로를 빙자하여 옛 감정을 되살려
드디어 큰 옥사(獄事)를 야기하여 사림(士林)을 참벌하고 진신(縉紳)을 해쳤다.
스스로 죄악이 쌓이고 넘쳐 반드시 천벌이 있을 것을 알고서 곧 부처에 빌어 복을 구하려 하였다.
그래서 숭봉(崇奉)함에 있어 하지 않는 짓이 없었으니, 그 뜻이 어찌 한갓 미혹되어 빠졌을 뿐이었겠는가.
그런데 조정이 구구히 구설(口舌)로 간쟁하고자 하였으니 될 수 있겠는가?
아, 이미 악한 짓으로 인하여 화를 입을 것을 알았다면 어찌 선행을 하여 복을 구할 줄은 몰랐단 말인가.
여정(輿情)을 어기고 이교(異敎)를 받들어 온 나라가 모두 부처의 명령을 따르게 함으로써 복으로 만들려 하였으니,
하늘을 과연 속일 수 있겠는가, 부처가 과연 그럴 힘이 있겠는가?— 《명종실록》 13권,
명종 7년(1552년) 3월 26일 (무신)

 
스스로 명종(明宗)을 부립(扶立)한 공이 있다 하여 때로 주상에게
‘너는 내가 아니면 어떻게 이 자리를 소유할 수 있었으랴.’ 하고,
조금만 여의치 않으면 곧 꾸짖고 호통을 쳐서
마치 민가의 어머니가 어린 아들을 대하듯 함이 있었다.
상의 천성이 지극히 효성스러워서 어김없이 받들었으나
때로 후원(後苑)의 외진 곳에서 눈물을 흘리었고
더욱 목놓아 울기까지 하였으니,
상이 심열증(心熱症)을 얻은 것이 또한 이 때문이다.
그렇다면 윤비(尹妃)는 사직의 죄인이라고 할 만하다.— 《명종실록》 31권

 
윤비(尹妃)는 천성이 엄의(嚴毅)하여 비록 상(명종)을 대하는 때라도 말과 얼굴을 부드럽게 하지 않았고
수렴청정한 이래로 무릇 설시(設施)하는 것도 모두 상이 마음대로 하지 못하였다.
불교에 마음이 고혹되고 환관을 신임하여 나라의 창고를 다 기울여 승도(僧徒)들을 봉양하고
남의 전지와 노복을 빼앗아 내수를 부유하게 하며 상벌이 참람하여 사람들이 권계되지 않았다.
게다가 권세가 외척으로 돌아가 정사가 사문(私門)에서 나오고 뇌물이 공공연히 행해지며
기강이 문란하고 국세(國勢)가 무너져서 장차 구원하지 못하게 되었다.
다행히 명종대왕이 전의 잘못을 깨달음에 힘입어 장차 크게 바로잡으려는 뜻이 있었는데,
정령(政令)을 베푼지 오래지 않아서 문득 승하하니, 아, 슬픈 일이다.— 《명종실록》 31권

## 같이 보기
| - 을사사화 - 정미사화 - 양재역 벽서 사건 - 경빈 박씨 - 작서의 변 - 윤원형 - 정난정 - 윤원로 - 윤원량 - 윤춘년 - 윤백원 | - 김안로 - 임백령 - 윤임 - 윤지임 - 윤원개 - 윤원필 - 이기 - 이량 - 이감 - 이언적 - 명종 | - 중종 - 인종 - 보우 - 정순붕 - 옥매향 - 문정왕후 어보 반환 |